# Пофалдовник майжеперистий
Пофалдовник майжеперистий (Rhytidiadelphus subpinnatus) — вид мохів порядку гіпнобрієвих (Hypnales).

## Поширення
Ареал охоплює такі частини світу: Європа, Макаронезія, Північна Америка, Азія.
Населяє вологий ґрунт, зазвичай затінені місця, перегній, колоди та каміння на болотах і вологих лісах, часто вздовж струмків і в бризках водоспадів; на висотах від 30 до 2100 метрів.

## Характеристика

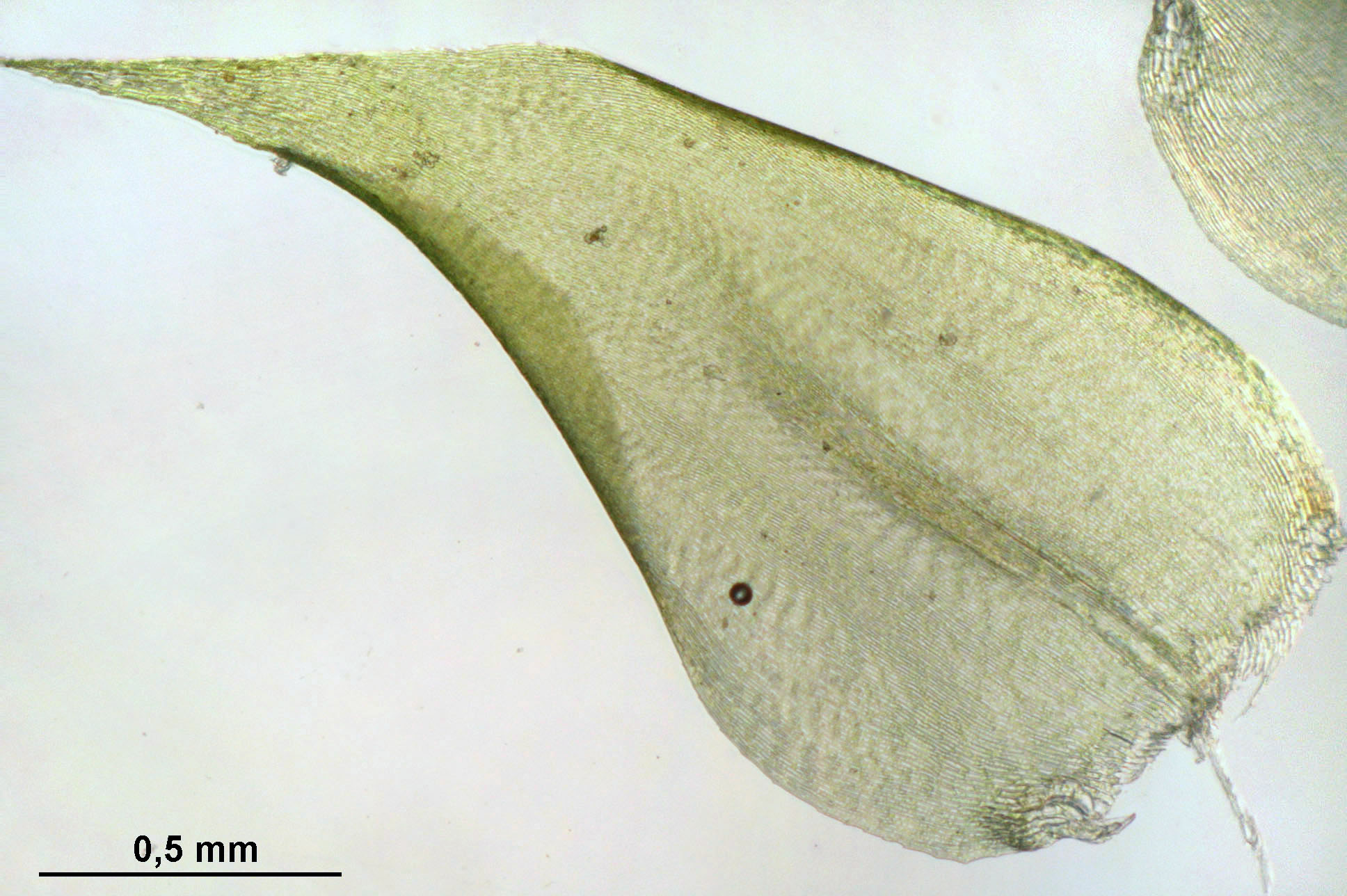

Рослини до 15 см, м'які. Стебла 2–4 мм ушир, від нерівномірно розгалужених до перистих, гілки до 2 см. Стеблові листки не скупчені (стебло видно між листками), за винятком верхівок стебла, широко-яйцювато-трикутні, не складчасті чи складчасті, 2.3–4.2 × 1.1–2 мм; верхівка різко звужена, загострення довге, жолобчасте. Листки гілок від яйцеподібних до ланцетних, 1.3–2.8 × 0.4–1.3 мм. Коробочка яйцеподібна, 1–2.2 мм.